# Eponina flava
Eponina flava là một loài bọ cánh cứng trong họ Cerambycidae.